# Mino Raiola
Mino Raiola, all'anagrafe Carmine Raiola (Nocera Inferiore, 4 novembre 1967 – Milano, 30 aprile 2022), è stato un procuratore sportivo italiano.

## Biografia
Nasce a Nocera Inferiore, in provincia di Salerno, da una famiglia di Angri, il 4 novembre 1967. La sua famiglia emigra meno di un anno dopo ad Haarlem, nei Paesi Bassi, dove a fare loro da apripista c’è uno zio panettiere. Il padre Mario, allora meccanico, apre con successo il ristorante Napoli, in cui il giovane Mino è impiegato come cameriere fin dall’adolescenza. Oltre ai tavoli, si prende la responsabilità di controllare le finanze dell’attività a soli sedici anni e a diciassette siede già nel consiglio degli imprenditori di Haarlem. Allo stesso tempo consegue la maturità classica  e frequenta per due anni l'università, iscrivendosi alla facoltà di giurisprudenza. Apprende sette lingue: italiano, inglese, tedesco, spagnolo, francese, portoghese e olandese.
Inizia a giocare a calcio nelle giovanili dell'Haarlem, ma smette all'età di diciotto anni. Scelto dal presidente per sfida dopo un simpatico siparietto andato in scena nel suo ristorante, nel 1987 diventa il responsabile del settore giovanile della squadra. Nel frattempo a diciannove anni intraprende la carriera imprenditoriale, acquistando (e poi rivendendo dopo un paio di mesi) un ristorante della compagnia McDonald's. Con la plusvalenza registrata, all'età di vent'anni fonda una propria prima società di intermediazione, la Intermezzo, facendo da intermediario tra le aziende italiane e gli imprenditori olandesi che frequentano il suo ristorante.
Intanto, diventa direttore sportivo dell'Haarlem. Per rimpinguare il conto del club propone, senza successo, a Corrado Ferlaino, presidente del Napoli, la sua squadra del cuore, di acquistare a poco i giocatori dell’Haarlem generando delle plusvalenze così da poter rifare la squadra. Successivamente, grazie a un accordo con il sindacato dei calciatori, diventa poi rappresentante all'estero dei giocatori olandesi.
Nel 1992 porta Bryan Roy al Foggia di Zdenek Zeman per poco più di 2 miliardi di lire stabilendosi nella città pugliese per un anno, mentre nel 1993 intercorre come mediatore nella trattativa che porta Dennis Bergkamp e Wim Jonk dall'Ajax all'Inter. Fino ad allora i trasferimenti dei calciatori olandesi a club italiani erano trattati esclusivamente dai mediatori Cor Coster, suocero di Johan Cruijff, e Appolonius Konijnburg.
Diviene in seguito agente FIFA e abbandona le altre attività. Fonda la società Sportman, con sede a Monte Carlo, ma con uffici di rappresentanza anche in Brasile, Paesi Bassi e Repubblica Ceca. Negli anni successivi tratta alcuni giocatori per il mercato italiano, come Michel Kreek, Marciano Vink e Pavel Nedvěd. Acquisisce notorietà grazie ai calciatori molto famosi da lui seguiti e alle trattative milionarie in cui è coinvolto curando gli interessi dei giocatori stessi: molto dibattuto mediaticamente è, nel 2009, il passaggio di Zlatan Ibrahimović dall'Inter al Barcellona, circostanza nella quale Raiola firma una clausola in virtù della quale avrebbe guadagnato 1,2 milioni di euro annui, pagati dal Barcellona, fino al 2014.
Nell'estate del 2010 e nel corso del calciomercato invernale del 2011 agisce da mediatore nelle trattative che conducono Ibrahimovic, Robinho, Mark van Bommel, Urby Emanuelson e Dídac Vilà al Milan e Mario Balotelli al Manchester City. Nell'estate del 2012 è protagonista del passaggio di Ibrahimović dal Milan al Paris Saint-Germain e di Paul Pogba dal Manchester Utd alla Juventus. Nel gennaio del 2013 si occupa del trasferimento di Balotelli dal Manchester City al Milan. Nel 2014 cura il trasferimento di Balotelli dal Milan al Liverpool e porta a termine la trattativa per il rinnovo del contratto di Pogba, legato alla Juventus fino al 2019.
Nell'estate del 2015 cura il ritorno di Balotelli dal Liverpool al Milan. L'estate del 2016 lo vede concludere molti ingaggi dei suoi assistiti con il Manchester United: si trasferiscono nelle file dei Red Devils lo svincolato Ibrahimović, Henrik Mkhitaryan dal Borussia Dortmund e Pogba dalla Juventus; grazie a quest'ultimo trasferimento (all'epoca il più costoso della storia del calcio) si assicura 25 milioni di euro di commissione. L'estate del 2019 lo vede concludere svariate operazioni, la più importante delle quali è il trasferimento dell'olandese Matthijs de Ligt dall'Ajax alla Juventus per 75 milioni di euro complessivi e di Kōstas Manōlas dalla Roma al Napoli per 36 milioni.
Nel 2020 Forbes lo inserisce al quarto posto al mondo tra i procuratori, con un fatturato da 84,7 milioni di dollari, avendo chiuso affari per 847,7 milioni di dollari.

### Malattia e morte
Il 12 gennaio 2022 viene sottoposto a un intervento chirurgico per risolvere una patologia polmonare. Il 28 aprile seguente viene ricoverato in gravi condizioni di salute presso l'ospedale San Raffaele di Milano e due giorni dopo la famiglia ne comunica la morte tramite i suoi canali social. Il funerale si è svolto il 5 maggio presso la chiesa di Saint-Charles a Monte Carlo, in forma privata.

### Vita privata
Dall'unione con Roberta, una donna di origine foggiana conosciuta nel periodo del trasferimento di Bryan Roy al club pugliese, sono nati due figli. La famiglia ha vissuto a Monte Carlo dal 1996.

## Negoziazioni maggiori
| Data         | Giocatore            | Nuovo club          | Club precedente     | Importo                       |
| ------------ | -------------------- | ------------------- | ------------------- | ----------------------------- |
| Inverno 1988 | Frank Rijkaard       | Milan               | Sporting Lisbona    | 5,8 miliardi di lire          |
| Estate 1993  | Dennis Bergkamp      | Inter               | Ajax                | 12 milioni di sterline        |
| Estate 2001  | Pavel Nedvěd         | Juventus            | Lazio               | 41 milioni di euro            |
| Estate 2004  | Zlatan Ibrahimović   | Juventus            | Ajax                | 16 milioni di euro            |
| Estate 2006  | Zlatan Ibrahimović   | Inter               | Juventus            | 24,8 milioni di euro          |
| Estate 2009  | Zlatan Ibrahimović   | Barcellona          | Inter               | 46 milioni di euro            |
| Estate 2010  | Robinho              | Milan               | Manchester City     | 35 milioni di euro            |
| Estate 2010  | Mario Balotelli      | Manchester City     | Inter               | 24 milioni di sterline        |
| Estate 2010  | Zlatan Ibrahimović   | Milan               | Barcellona          | 24 milioni di euro (prestito) |
| Estate 2012  | Zlatan Ibrahimović   | Paris Saint-Germain | Milan               | 20 milioni di euro            |
| Inverno 2013 | Mario Balotelli      | Milan               | Manchester City     | 20 milioni di euro            |
| Estate 2014  | Mario Balotelli      | Liverpool           | Milan               | 16 milioni di euro            |
| Estate 2016  | Zlatan Ibrahimović   | Manchester Utd      | Paris Saint-Germain | Parametro zero                |
| Estate 2016  | Henrikh Mkhitaryan   | Manchester Utd      | Borussia Dortmund   | 31 milioni di sterline        |
| Estate 2016  | Paul Pogba           | Manchester Utd      | Juventus            | 105 milioni di euro           |
| Estate 2016  | Mario Balotelli      | Nizza               | Liverpool           | Parametro zero                |
| Estate 2017  | Romelu Lukaku        | Manchester Utd      | Everton             | 85 milioni di euro            |
| Estate 2017  | Blaise Matuidi       | Juventus            | Paris Saint-Germain | 15 milioni di euro            |
| Estate 2019  | Kōstas Manōlas       | Napoli              | Roma                | 36 milioni di euro            |
| Estate 2019  | Matthijs de Ligt     | Juventus            | Ajax                | 75 milioni di euro            |
| Estate 2019  | Hirving Lozano       | Napoli              | PSV                 | 40 milioni di euro            |
| Estate 2021  | Gianluigi Donnarumma | PSG                 | Milan               | Parametro zero                |

## Riconoscimenti
Globe Soccer Awards
- 2016 – Miglior agente dell'anno

Premio conferito da Tuttosport
- 2020 – Miglior agente europeo